# Lexikon der jüdischen Gemeinden im deutschen Sprachraum
Das Lexikon der jüdischen Gemeinden im deutschen Sprachraum ist ein Lexikon in drei Bänden mit einem Umfang von 2364 Seiten. Dieses Lexikon hat der Historiker und Pädagoge Klaus-Dieter Alicke (* 1943) im Jahr 2008 im Gütersloher Verlagshaus veröffentlicht.
Das Lexikon enthält neben Darstellungen der jüdischen Gemeinden in Deutschland, Österreich und der Schweiz auch solche auf dem heutigen französischen, polnischen und tschechischen Staatsgebiet. Nach eigenen Angaben hat Alicke für das Werk „mehr als zehn Jahre lang Recherchen betrieben“.
Inzwischen liegt eine Online-Fassung der Printausgabe des Lexikons vor. Bis zum Jahr 2018 hat Alicke dafür Korrekturen und Ergänzungen vorgenommen unter Berücksichtigung zwischenzeitlich erschienener Veröffentlichungen und die Bearbeitung jüdischer Gemeinden im nördlichen Teil des ehemaligen Ostpreußen (heutige Oblast Kaliningrad in Russland), im Baltikum und in der Slowakei.

## Bibliographische Angaben
- Klaus-Dieter Alicke: Lexikon der jüdischen Gemeinden im deutschen Sprachraum. 3 Bände, 2364 Seiten. Gütersloher Verlagshaus, Gütersloh 2008, ISBN 978-3-579-08035-2[4]
  - 1. Aach – Groß-Bieberau. VIII S., 1584 Spalten, ISBN 978-3-579-08077-2.
  - 2. Großbock – Ochtendung. Spalten 1585–3164, ISBN 978-3-579-08078-9.
  - 3. Ochtrup – Zwittau. Spalten 3165–4680, ISBN 978-3-579-08079-6.